# Proscelotes
Proscelotes is een geslacht van hagedissen uit de familie skinken (Scincidae).

## Naam en indeling
De wetenschappelijke naam van de groep werd voor het eerst voorgesteld door Gaston-François de Witte en Raymond Ferdinand Laurent in 1943.
Er zijn drie soorten die allemaal tussen 1902 en 1932 beschreven zijn. De soorten werden vroeger tot ander geslachten gerekend, zoals Scelotes en het niet meer erkende Sepsina.

## Uiterlijke kenmerken
Alle soorten hebben een langwerpig lichaam en zeer kleine pootjes. Zowel de voor- als de achterpoten hebben vijf vingers respectievelijk tenen. Bij veel andere groepen van skinken met onderontwikkelde pootjes is het aantal vingers en tenen gereduceerd.
De kop is niet ingesnoerd van het lichaam, de ogen zijn relatief klein. De schubben zijn glad en hebben een glanzend oppervlak.

## Verspreiding en habitat
Alle soorten komen voor in het oosten en zuiden van Afrika en leven in de landen Malawi, Mozambique, Tanzania en Zimbabwe. De habitat bestaat uit vochtige delen van begroeide gebieden zoals bossen. Alle soorten zijn bodembewoners die leven in de strooisellaag of onder stenen en hout. Op het menu staan kleine ongewervelden zoals insecten. De vrouwtjes zijn eierlevendbarend; ze zetten geen eieren af maar de jongen komen volledig ontwikkeld ter wereld.
Door de internationale natuurbeschermingsorganisatie IUCN is aan geen enkele soort een beschermingsstatus toegewezen.

## Soorten
Het geslacht omvat de volgende soorten, met de auteur en het verspreidingsgebied.
| Naam                | Auteur                    | Verspreidingsgebied |
| ------------------- | ------------------------- | ------------------- |
| Proscelotes aenea   | Barbour & Loveridge, 1928 | Mozambique          |
| Proscelotes arnoldi | Hewitt, 1932              | Malawi, Zimbabwe    |
| Proscelotes eggeli  | Tornier, 1902             | Tanzania            |